# کرم (فیلم ۲۰۰۵)
کرم (به هندی: Karam) فیلمی است محصول سال ۲۰۰۵ و به کارگردانی سانجی اف.گوپتا است. در این فیلم بازیگرانی همچون جان آبراهام، پریانکا چوپرا، شاینی آهوجا، آنجان سیرواستاو ایفای نقش کرده‌اند.